# Kazimierz Deyna
Kazimierz Deyna (født 23. oktober 1947, død 1. september 1989) var en polsk fodboldspiller (midtbane), der bliver betragtet som en af de bedste spillere i landets historie.

## Karriere
Deyna spillede i 12 sæsoner hos Legia Warszawa i den polske hovedstad. Han vandt to polske mesterskaber med klubben, i henholdsvis 1969 og 1970. Fra 1978 til 1981 spillede han i England hos Manchester City, inden han sluttede karrieren af i Californien i USA hos San Diego Sockers.
Deynas præstationer betød, at han i både 1973 og 1974 blev kåret til Årets fodboldspiller i Polen.

### Landshold
Deyna spillede desuden 97 kampe for det polske landshold, hvori han scorede 41 mål. Hans debutkamp faldt 24. april 1968 i en venskabskamp mod Tyrkiet, mens hans sidste var en VM-kamp 21. juni 1978 mod Brasilien. Han deltog for Polen ved både VM i 1974 i Vesttyskland, hvor polakkerne vandt bronze, samt ved VM i 1978 i Argentina.
Han deltog også for Polen ved to olympiske lege. Ved OL 1972 i München
vandt holdet først sin indledende pulje med tre sejre, hvorpå det i mellemrunden blev til sejr over Sovjetunionen og Marokko samt uafgjort 1-1 mod Danmark. Som vinder af puljen kom Polen derpå til at spille finale mod vinderen af den anden mellemrundegruppe, Ungarn, og her var Polen bagud 0-1 ved pausen. På to mål af Deyna i anden halvleg vendte holdet kampen og sikrede sig guldmedaljerne, mens Ungarn fik sølv og DDR og Sovjetunionen delte bronzen efter en kamp, der endte 1-1.
Ved OL i 1976 i Montreal var fodboldturneringen ramt af flere afbud. Således bestod Polens indledende pulje kun af tre hold, og Polen vandt puljen med en sejr og en uafgjort. Ved dette OL gik de to bedste hold fra hver pulje videre til kvartfinaler, og her vandt Polen med 5-0 over Nordkorea. Med sejr på 2-0 i semifinalen over Brasilien var holdet klar til finalen mod DDR, som vandt 3-1, så denne gang blev det til OL-sølv til Polen og Deyna, mens Sovjetunionen vandt bronze med sejr over Brasilien.

## Død
Deyna omkom den 1. september 1989 i en bilulykke i San Diego.